# Lampetis perforata
Lampetis perforata es una especie de escarabajo metálico de la familia Buprestidae, dentro del orden Coleoptera. Fue descrita científicamente por el entomólogo checo Jan Obenberger en el año 1928.

## Distribución
La especie ha sido registrada en diversas regiones de América Central y América del Sur, incluyendo México, Guatemala, Panamá y Colombia.

## Descripción
Lampetis perforata pertenece al grupo de los escarabajos joya, conocidos por su coloración metálica brillante. Como otros miembros del género Lampetis, presenta un cuerpo alargado y robusto, con élitros ornamentados. Las características morfológicas específicas de esta especie incluyen perforaciones o depresiones en los élitros, de las cuales deriva su nombre.

## Ecología
Los adultos suelen encontrarse en ambientes tropicales y subtropicales, en asociación con árboles hospedantes donde las larvas se desarrollan como minadoras de madera. Aunque se dispone de poca información detallada sobre su biología específica, se presume que comparte hábitos comunes del género.